# Konami Classics Series: Arcade Hits
Konami Classics Series: Arcade Hits, conocido en Japón como Konami Arcade Collection (コナミ アーケード コレクション?) y renombrado a Konami Arcade Classics en Europa, es una recopilación de algunos de los videojuegos arcade creados por Konami, desarrollada por M2 para Nintendo DS en 2007.

## Juegos presentados
Konami Classics Series: Arcade Hits contiene 15 juegos presentados en los años 1980, que son:
| Título           | Año de lanzamiento | Comentarios |
| ---------------- | ------------------ | --- |
| Scramble         | 1981               | Shooter lateral que usa combustible para que la nave se mantenga a flote.                                                                        |
| Tutankham        | 1982               | Exploración y shooter. En Estados Unidos fue cambiado su nombre a Horror Maze. En Europa conserva el título original.                            |
| Pooyan           | 1982               | Juego casual. |
| Time Pilot       | 1982               | Shooter poliangular. |
| Roc'n Rope       | 1983               | Primer juego de "acción con cuerdas". |
| Track and Field  | 1983               | Originalmente llamado Hyper Olympic en Japón, pero se usó el título norteamericano en esta recopilación.                                         |
| Circus Charlie   | 1984               | Juego casual basado en los circos del mundo real.                                                                                                |
| Super Basketball | 1984               | Uno de los primeros juegos de baloncesto. Se eliminó la palabra Super en Estados Unidos.                                                         |
| Road Fighter     | 1984               | Juego de conducción vertical en donde debe evitar estrellarse contra los muros de la autopista.                                                  |
| TwinBee          | 1985               | Renombrado a RainbowBell en Norteamérica, pero en Europa conserva el título original. 1.ª aparición de TwinBee en Norteamérica.                  |
| Yie Ar Kung-Fu   | 1985               | El origen de los videojuegos de lucha. |
| Shao-lin's Road  | 1985               | Renombrado a Kicker en ciertos mercados. Beat 'em up                                                                                             |
| Gradius          | 1985               | 1.er shooter lateral de la serie del mismo nombre. Denominado Nemesis en algunos mercados, pero no es modificado su nombre en esta recopilación. |
| Rush'n Attack    | 1985               | Videojuego Gun-and-run. Originalmente nombrado Green Beret en Japón.                                                                             |
| Contra           | 1987               | Censurado y renombrado a Gryzor en Europa. Primera entrega sin censura del primer Contra en dicha región.                                        |

## Otras funciones
- El pack recopilatorio contiene información adicional de cada juego, como pósteres publicitarios, documentos de ayuda, placas arcade y grabaciones hechas por el usuario y se puede ajustar opciones vía interruptores de cada placa. En la tarjeta DS norteamericana y europea, es posible cambiar a japonés vía interfaz de la consola, haciendo que todos los juegos se ejecuten en japonés y algunos juegos sean renombrados a cómo se conocían en Japón (en caso de Tutankham, Hyper Olympic, Super Basketball, TwinBee, y Green Beret pasarían a llamarse Horror Maze, Track and Field, Basketball, RainbowBell, y Rush 'n Attack, respectivamente) o cambios mínimos (y en el caso de Contra, utiliza su logo en formato ateji con la interfaz japonesa). En la tarjeta DS europea, Gradius es la excepción ya que, al ejecutarse, la pantalla de título es alterada (pero no es renombrada a diferencia de la arcade original), su dificultad es elevada, no tiene el separador START y la sección OPTION es renombrada a MULTIPLE.
- La canción Morning Music, originario de la placa de arcade Bubble System, se escucha nada más iniciar el pack. TwinBee y Gradius utiliza la placa Bubble System.
- Debido a problemas de licencia, la canción Chariots of Fire de Vangelis fue modificada a una versión que no viole los derechos de autor. Además, algunas canciones de Rush'n Attack fueron alteradas.